# Șicula
Șicula is een Roemeense gemeente in het district Arad.
Șicula telt 4495 inwoners.